# Embelia sarasinorum
Embelia sarasinorum är en viveväxtart som beskrevs av Carl Christian Mez. Embelia sarasinorum ingår i släktet Embelia och familjen viveväxter. Inga underarter finns listade i Catalogue of Life.